# 沙尔卡尼·米克洛什
沙尔卡尼·米克洛什（匈牙利語：Sárkány Miklós，1908年8月15日—1998年12月20日），匈牙利男子水球运动员。他曾代表匈牙利参加1932年和1936年夏季奥林匹克运动会水球比赛，共获得二枚金牌。